# كنت (نيو برونزويك)
كنت (بالإنجليزية: Saint-Louis-de-Kent, New Brunswick)‏ هي قرية تقع في كندا في Kent County, New Brunswick. يقدر عدد سكانها بـ 930 نسمة ومساحتها 2.00 كم2 .